# Onthophagus turpidus
Onthophagus turpidus là một loài bọ cánh cứng trong họ Bọ hung (Scarabaeidae).